# Estação Los Leones
A Estação Los Leones é uma das estações do Metrô de Santiago, situada em Santiago, entre a Estação Pedro de Valdivia e a Estação Tobalaba e a Estaçao Inés de Suárez. É uma das estações terminais da Linha 6 e faz parte da Linha 1.
Foi inaugurada em 31 de agosto de 1980. Localiza-se no cruzamento da Avenida Nueva Providencia com a Avenida Ricardo Lyon. Atende a comuna de Providencia.
Espera-se que até 2033 esta estação seja uma futura combinação com a Linha 8.